# هوارد إم. فيش
هوارد إم. فيش (بالإنجليزية: Howard M. Fish)‏ هو ضابط أمريكي، ولد في 1 أغسطس 1923 في ميلروز في الولايات المتحدة.